# Джелалудин Мухаремович
Джелалудин Мухаремович (босн. Dželaludin Muharemović, нар. 23 березня 1970, Сараєво, СФРЮ) — боснійський футболіст, що грав на позиції півзахисника. Виступав за національну збірну Боснії і Герцеговини. По завершенні ігрової кар'єри — тренер.

## Клубна кар'єра
У дорослому футболі дебютував виступами за команду клубу «УНІС Вогошча», в якій виступав до 1992 року включно.
Своєю грою за цю команду привернув увагу представників тренерського штабу клубу «Желєзнічар», до складу якого приєднався 1994 року. Відіграв за команду із Сараєва наступні два сезони своєї ігрової кар'єри.
1996 року уклав контракт з клубом «Загреб», у складі якого провів наступний рік своєї кар'єри гравця. З 1997 року знову, цього разу чотири сезони захищав кольори команди клубу «Желєзнічар».
Протягом 2002 року захищав кольори команди клубу «Волгар» (Астрахань). 2002 року повернувся до клубу «Желєзнічар», за який відіграв 3 сезони. Завершив професійну кар'єру футболіста 2005 року виступами за команду «Желєзнічар».

## Виступи за збірну
1997 року дебютував в офіційних матчах у складі національної збірної Боснії і Герцеговини. Протягом кар'єри у національній команді, яка тривала 5 років, провів у формі головної команди країни 18 матчів, забивши 6 голів.

## Кар'єра тренера
Розпочав тренерську кар'єру невдовзі по завершенні кар'єри гравця, 2006 року, очоливши тренерський штаб клубу «Желєзнічар».
Останнім місцем тренерської роботи був клуб «Вележ», головним тренером команди якого Джелалудин Мухаремович був протягом 2015 року.

## Титули і досягнення
- Чемпіон Боснії і Герцеговини (3):

«Желєзнічар»: 1997-98, 2000-01, 2001-02
- Володар Кубка Боснії і Герцеговини (3):

«Желєзнічар»: 1999-2000, 2000-01, 2002-03
- Володар Суперкубка Боснії і Герцеговини (3):

«Желєзнічар»: 1998, 2000, 2001
- Найкращий бомбардир Чемпіонату Боснії і Герцеговини (1):

«Желєзнічар»: 2000-01